# Bertrand Desprez
 (mai 2017).
Bertrand Desprez, né au XXe siècle, est un photographe français.

## Parcours
Photographe depuis 1988, Bertrand Desprez est membre de l'Agence VU.
Ses premières images tournent autour du jazz, avec des collaborations pour Jazz Magazine et Jazz Hot. Puis les reportages s'enchainent, Le Kruzenshtern pour Géo, le Tour de France pour Libération, les peuples du fleuve Maroni pour Télérama, Le sport à 15 ans pour l'Équipe Magazine, les quatre saisons au Japon dans le cadre de la villa Médicis Hors les murs.
Il travaille également pour le corporate, Pages Jaunes, HSBC, Arcelor, Dauphine, Elogie, OGF.

## Travaux personnels et distinctions
- Le jazz et Dizzy Gillespie
- Pour quelques étoiles, essai sur l'adolescence, Prix HSBC pour la photographie 1997
- Villa médicis Hors les murs pour un projet au Japon en 1998
- Prix Kodak de la Critique pour les quatre saisons, travail réalisé au Japon, 1999
- Prix de la ville de Biarritz pour Aoba, la feuille bleue en 2000

## Publications
- Conversation avec Dizzy Gillespie, Actes Sud 1990
- Pour quelques étoiles, Actes Sud 1998
- Aoba, éditions Filigranes 2004
- En plein dans la nuit ((Thierry Magnier)) 2011 (avec Hélène Gaudy, écrivain)
- France Territoire Liquide, ouvrage collectif (Seuil)